# مقتل سيلفيا ليكنز
سيلفيا ماري ليكنز 3 يناير 1949 - 26 أكتوبر 1965 (بالإنجليزية: Sylvia Marie Likens) ضحية قتل أمريكية، عُذبت حتى الموت على يد غيرترود بانشفسكي وأبنائها وأبناء الحي الذي يقطنون فيه. كان والدا سيلفيا يعملان في الكرنفالات، فتُرِكَت هي وشقيقتها جيني تحت رعاية عائلة بانشفسكي ثلاثة أشهر قبيل موتها، وكانا يقوما بدفع مبلغ 20 دولار لبانشفسكي في الأسبوع لقاء رعايتهن.
حكم على كل من بانشفسكي وابنتها الكبرى باولا وابنها جون واثنان من شباب الحي (كوي هوبارد، وريتشارد هوبس) وأدينوا بالتعذيب وقتل سيلفيا، ووصف المدعي العام القضية بأن «الجريمة التي ارتكبت هي الأكثر بشاعة من أي وقت مضى في ولاية أنديانا».

## المعلومات الأساسية
كانت سيلفيا الابنة الثالثة لعاملي كرنفالات ليستر سيسل ليكنز (1926-2013) وزوجته إليزابيث فرنيس «بيتي»(1927-1998). وولدت سيلفيا بين توأم: ديانا وداني (أكبر منها بسنتين) وجيني وبيني (أصغر منها بسنة، والتي شفيت من إعاقة بـ شلل الأطفال). ولم يكن زواج والدا سيلفيا باعثاً على الاستقرار حيث تتنقل الأسرة كثيرا وكان لديهم مشاكل مادية، ما أجبر سيلفيا وشقيقتها جيني في بعض الأحيان على العيش لدى أقاربهم مثل جدتهم، حتى لا يعانين من الواجبات المدرسية بينما الأبوين مسافرين. وعملت سيلفيا بكيّ الملابس ومجالسة الأطفال لكسب المال، وهي نفس الأعمال التي قامت بها غيرترود، وكانت فرقة البيتلز الغنائية مفضلة لدى سيلفيا، حيث كانت تغني مع ستيفاني ابنة غيرترود خلال أيامها الأولى مع عائلة بانشفسكي.
في عام 1965م كانت سيلفيا وشقيقتها جيني يعيشان مع والدتهما «بيتي» في إنديانابوليس (إنديانا) وخلال تلك الفترة قبض على الأم ودخلت السجن لقيامها بسرقة متجر، بينما ليستر ليكنز الذي انفصل عن زوجته مؤخراً، عمد إلى ترتيب بقاء بناته مع غيرترود بانشفسكي، وهي أم لكل من باولا (17 عامًا)، ستيفاني (15 عامًا)، جون (12 عامًا)، ماري (11 عامًا)، شيرلي (10 أعوام)، جميس (8 أعوام)، و (دنيس لي رايت جي آر) الذي يبلغ عدة أشهر. وبالرغم أن عائلة بانشفسكي كانوا فقراء، إلا أن ليستر لم يتدخل في شؤونهم بخصوص حالة المنزل (كما أفاد بذلك أثناء المحاكمة)، وقام بتشجيع السيدة بانيشفسكي بتقويم بناته.

## إساءة وقتل
وافق ليستر (والد سيلفيا) على دفع مبلغ 20 دولار (150 دولار بعد احتساب نسبة التضخم) في الأسبوع، ولكن في بعض الأحيان يتأخر في دفع المبلغ. كانت بانشفسكي كما وصفتها صحيفة أنديانا بولس ستار بـ«الهزيلة ولديها نقص في الوزن جراء مرض الربو» وتعاني من اضطراب اكتئابي وإجهاد من عدة زيجات فاشلة، ما جعلها تنفس غضبها على فتيات ليكنز و تضربهن بالمجداف.
ركزت غيرترود إساءتها بشكل خاص على سيلفيا واتهمتها بسرقة الحلوى التي اشترتها، وإهانتها عندما اعترفت بأن كان لديها صديق واحد، وقامت باولا ابنة غيرترود الكبرى والتي كانت حامل في ذلك الوقت بركل سيلفيا في أعضائها التناسلية واتهمتها بالحمل، لكن الفحص الطبي برهن بأن سيلفيا لم تكن حاملًا، واتهمت سيلفيا بنشر الشائعات في المدرسة بأن باولا وستيفاني عاهرات، الأمر الذي أثار صديق ستيفاني (كوي هوبارد) لكي يعتدي جسدياً على سيلفيا، قامت غيرترود بانشفسكي بتشجيع كوي هوبارد وأطفالها وأطفال الحي لتعذيب سيلفيا ويشمل ذلك مابين أشياء أخرى:
- إطفاء السجائر على جلدها.
- ضربها.
- ربطها.
- حرقها بالمياه المغلية.
- فرك الملح على جروحها.
- إجبارها على أكل الفضلات وغيرها من المواد التي من شأنها تسبب لها التقيؤ.
- قامت باولا ذات مرة بضرب سيلفيا على الوجه بقوة ماتسبب في كسر رسغها.

كانت هناك محاولات للأخوات ليكنز للاتصال بالعائلة وإبلاغهم عن سوء المعاملة، وكن قادرات على مراسلة شقيقتهن الكبرى ديانا، التي كانت تبلغ 18 عامًا ومتزوجة. من المفترض أن ديانا قامت بزيارة عائلة بانشفسكي بعدما علمت بسوء المعاملة ولكنها لم تتصل بالشرطة أو حتى تخرج أخوتها من المنزل، ولم يكن هناك أي تدخل للأبوين لصالحهن. وخلال إدلائها بشهادتها، تكهنت جيني بأن سيلفيا لم تعد قادرة على البكاء بسبب الجفاف، حيث كثيرًا ما تحرم سيلفيا من الماء. قبيل وفاة سيلفيا بوقت وجيز، بدأت غرترود بنقش الكلمات على بطن سيلفيا بواسطة إبرة ساخنة «أنا عاهرة وفخورة بذلك» وأنهى ريتشارد هوبس نقش الجملة.
في 25 أكتوبر من عام 1965م قبيل وفاتها بيوم، حاولت سيلفيا الاختباء بعد سماعها خطة بانشفسكي بعصب عينيها ورميها في غابة جيمي، وهي منطقة غابات قريبة. بعد أن وصلت إلى الباب أمسكتها غيرترود وعاقبتها بربطها في القبو وأعطتها بسكويت مالح فقط لتأكلها. في 26 أكتوبر من عام 1965م نتيجة الضرب المضاعف والحرق والتعذيب بالمياه الساخنة، ماتت سيلفيا بنزيف في الدماغ والصدمة وسوء التغذية عن عمر 16 عامًا.
عندما أدركت ستيفاني بانشفسكي وريتشارد هوبس بأن سيلفيا لا تتنفس، حاولت ستيفاني القيام بـ إنعاش قلبي رئوي، أرسلت غيرترود هوبس للاتصال بالشرطة من هاتف عمومي قريب بعدما أدركت بوفاة سيلفيا، وعندما وصلت الشرطة سلمت غيرترود رسالة حيث كانت قد اجبرت سيلفيا أن تكتبها في الأيام القريبة السابقة، وكانت موجهة لوالدي سيلفيا، نصت الرسالة بأن «سيلفيا وافقت على إقامة علاقات جنسية مع مجموعة من الأولاد مقابل المال، وأن الصبية سحبوها بعيداً في سياراتهم، وذهبت إلى الإدعاء في الرسالة بأن الصبية قد قاموا بضربها وبحرقها ونقشوا على جسدها حرف S». غير أن ضباط الشرطة المنزل هموا بالمغادرة أقتربت منهم جيني ليكنز وقالت «أخرجوني من هنا وسوف أخبركم بكل شئ».

## الإدانات والأحكام الصادرة
أنكرت غيرترود بأن تكون مسؤولة عن موت سيلفيا، وذلك خلال محاكمة حظيت بتغطية إعلامية واسعة، ودعت بأنها غير مذنبة بسبب الجنون، وزعمت بأنها مشتتة جداً بسبب اعتلال صحتها واكتئابها للسيطرة على أطفالها.
أربع قاصرون شكلوا جزءاً من إساءتهم لسيلفيا ووضعوا في المحاكمة أيضًا وكانوا:-
- باولا بانشفسكي، عمرها 17 عامًا.
- جون بانشفسكي، عمره 13 عامًا.
- ريتشارد هوبس، عمره 15 عامًا.
- كوي هوبارد، عمره 15 عامًا.

وادعى محامو القٌصر بأن موكليهم تعرضوا للضغوطات من قبل غيرترود، واستدعيت ابنة غيرترود ماري حيث تبلغ من العمر 11 عامًا كشاهدة للدفاع في المنصة، وانهارت واعترفت بأنها اجُبرت على تسخين الإبرة مع هوبس لنقش جسد سيلفيا، وأدلت بشهادتها أنها شاهدت أمها تضرب سيلفيا وتجبرها على النزول للقبو. وأعرب محامي غيرترود في بيانه الختامي «استنكاره لها كقاتلة، ولكن أقول بأنها غير مسؤولة بسبب انها ليست هنا كليًا» ونقر رأسه لتوضيح وجهة نظره بحالتها العقلية.
- أدينت غيرترود بانشفسكي بجريمة قتل من الدرجة الأولى في 19 مايو من عام 1966م وقد خففت العقوبة من الإعدام إلى الحكم المؤبد.
- أدينت باولا بالقتل من الدرجة الثانية وضعت مولودتها أثناء المحاكمة وحكم عليها بالمؤبد.
- أدين كل من ريتشارد هوبس، وكوي هوبارد، جون بانشفسكي بالقتل غير المتعمد وحكم عليهم من بين سنتين إلى 21 سنة سجن.

## مابعد المحاكمة
قضى كل من هوبس وهوبارد وجون بانشفسكي في السجن مدة عامين، وفي 1971م حضت غيرترود وباولا بانشفسكي بمحاكمة أخرى، أقرت باولا بالذنب بالقتل دون سابق اصرار، واطلق سراحها من السجن بعد سنتين لاحقا، وأدينت غيرترود مرة أخرى بالقتل من الدرجة الأولى، وفي عام 1985م بالرغم من المظاهرات العامة والإلتماس ضد إطلاق سراحها، قرر المجلس الإفراج المشروط بحسن السلوك في السجن بعين الاعتبار وأطلقوا سراحها.
قامت غيرترود بانشفسكي بتغيير اسمها إلى نادين فان فوسن (اسمها قبل الزواج) وانتقلت إلى لاوريل حيث توفيت هناك بمرض سرطان الرئة في 16 يونيو 1990. أما جيني ليكنز التي تزوجت وعاشت في أنديانا، رأت خبر وفاة غيرترود في صحيفة، قامت بقص الخبر وأرسلته بالبريد لوالدتها بملاحظة: «خبر جيد، العجوز الملعونة غيرترود ماتت، هاهاها!! أنا سعيدة بهذا الخبر». توفيت جيني ليكنز نوبة قلبية في 23 يونيو عام 2004 بعمر 54 عامًا، وتوفي ريتشارد هوبس بمرض السرطان وهو بعمر 21 عامًا بعد إطلاق سراحه من الإصلاحية ب 4 سنوات.
بعد مذبحة مدرسة (وست سايد) أطلق جون بانشفسكي جي آر على نفسه (جون بليك)، وعمد على خطاب يطالب بأن المجرمون الصغار لا يحظون بالمساعدة ووصف كيف تغيرت الحياة من حوله، توفي بمرض السكري بمستشفى لانكاستر، ببنسليفانيا في 19 مايو 2005 عن عمر 52 عامًا.
أما بالنسبة لكوي هوبارد صديق ستيفاني بانشفسكي (الذي كان يضرب سيلفيا)، دخل وخرج من السجن بعد إطلاق سراحه من قضية سيلفيا، حيث اتهم لاحقًا بقتل رجلين ولكنه كان بريئا، وتوفي عن عمر 56 بـ نوبة قلبية في 23 يونيو 2007م في شيلبيفيل (إنديانا) ولديه زوجة وخمسة أبناء و17 حفيداً وابن الحفيد.
وتلقت باولا بانشفسكي الابنة الكبرى لغيرترود حكم السجن عشرين عامًا لدورها في مقتل بانشفسكي، وانجبت أبنتها غيرترود (سمتها على اسم والدتها) في السجن وتم تبنيها لاحقا، وحاولت مرتان ولم تنجح بالهروب من السجن في عام 1971م. في عام 1972م أطلق سراحها المشروط، وحيث من المفترض أن قامت بتغيير هويتها وتزوجت في النهاية ولديها طفلان، وورد تقرير بأنها تعيش في مدينة صغيرة في أيوا اليوم،وعملت كمساعدة معلمة إرشاد تربوي لـ 14 عامًا في مدرسة كونارد بيمان لزكمب في أيوا، وقامت بتغيير اسمها إلى باولا بايس وكذبت على مدرسة المقاطعة عندما تقدمت بطلب العمل فيها، وطردت من المدرسة عام 2012م عندما اكتشفت المدرسة تضليلها.
وأسقطت تهمة القتل من الدرجة الثانية لستيفاني بانشفسكي (15 عامًا) الابنة الكبرى الثانية لغيرترود بعد أن حولها (دليل الدولة: أدلة لمحاكمة التي قدمها أحد المشاركين في أو شريكة في جريمة يحاكم) ضدها إلى متهمين أخرين، وأصبحت معلمة بعد أن قامت بتغيير أسمها كما هو مفترض، وتزوجت ولديها العديد من الأطفال.
وتم إسقاط التهم بإحداث إضرار بشخص ضد الأحداث الصغار هم آنا روث سيسكو، جودي دارلين دوك، مايكل جون (مايك)مانرو، دارلين ماكوواير، راندي غوردن ليبر، وتزوجت سيسكو ولديها أطفال وأحفاد وماتت في 23 أكتوبر 1996م بعمر 44 عامًا. ومات ليبر في 14 نوفمبر عام 2010 م في إنديانابوليس (إنديانا) بعمر 56 عامًا.
تم هدم المنزل بشارع نيويورك 3850 في إنديانابوليس (إنديانا) في 23 أبريل عام 2009 م، المكان الذي عذبت وقتلت فيه سيلفيا وبقي شاغراً لعدة سنوات بعد جريمة القتل، وكانت هناك مناقشات بشأن شراءه وتجديده واستخدامه كملجأ للنساء والملكية أصبحت الآن موقف سيارات للكنيسة.

## الوصف الفني
كانت موضوع القضية محور اهتمامات في القصص الخيالية وخلافها.

### أعمال غير روائية

#### الكتب
- كتب المؤلف جون دين قصة الجريمة: The Indiana Torture Slaying: Sylvia Likens Torture and Death later called House of Evil: The Indiana Torture Slaying.
- قام المؤلف بول دونيلي بعمل وثائقي للقضية في كتابه 501 Most Notorious Crimes.

### عمل أدبي خيالي

#### روايات
- ألفت بيتي ويت رواية (جزاء الضحية)، تصنف كرواية خيالية، نشرت في السبعينيات من القرن الماضي.
- تعاملت المؤلفة والفنانة والمدافعة عن حقوق النساء كيت ميليت مع الموضوع في عدد من الأعمال، ألفت كتاب شبه خيالي مرتبط بالحادثة، بعنوان (القبو: تأملات على التضحية الإنسانية)، أفادت ميليت لاحقًا باعتقادها بأن «غيرترود تبدو أنها ترغب أن تدير بعض من العدالة الصادقة المريعة إلى الفتاة ذلك هو ماكان ان تكون لتصبح امرأة».
- ألف ميندل جوهانسون رواية (دعنا نلعب لدى عائلة أدم)عندما تم اختطاف جليسة أطفال عمرها 20 عامًا، عذبت وقتلت على يد حفنة من المراهقين التي كلفت رعايتهم، وكان هناك تأثير بالقضية اتجاه هذه الرواية.
- كتبت المؤلفة لافيينا جويل رواية جريمة في الشخص الول سيلفيا وجيني ليكنز (بدلت بين فصول الرواية) وقامت بتوثيق القتل في (لعبة العقاب).
- ألف جاك كيتشام رواية (الفتاة في البيت المجاور)، القصة مبنية على أساس الجريمة.